# Evangelische Kirche Jasenná

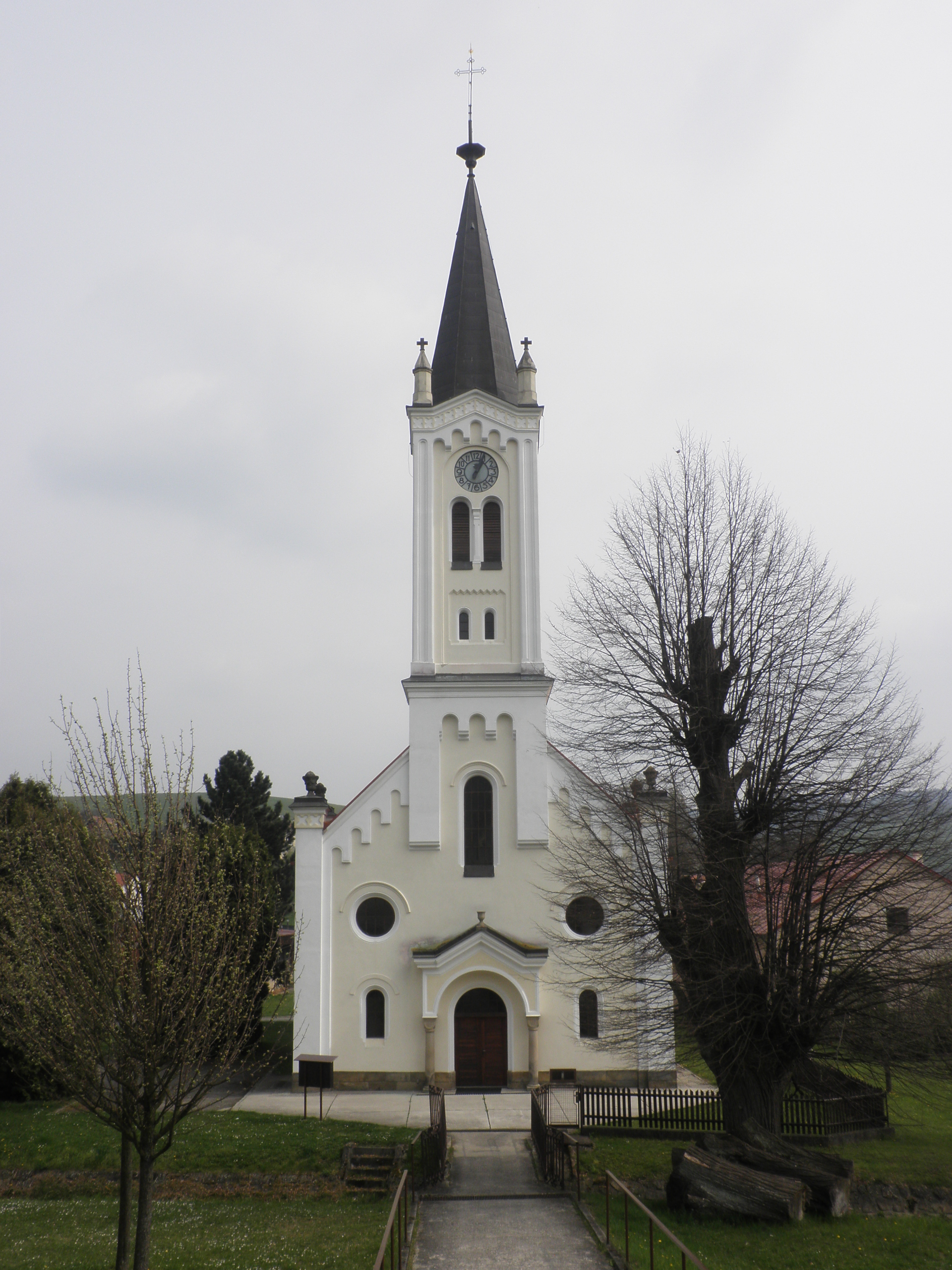
Evangelische Kirche Jasenná

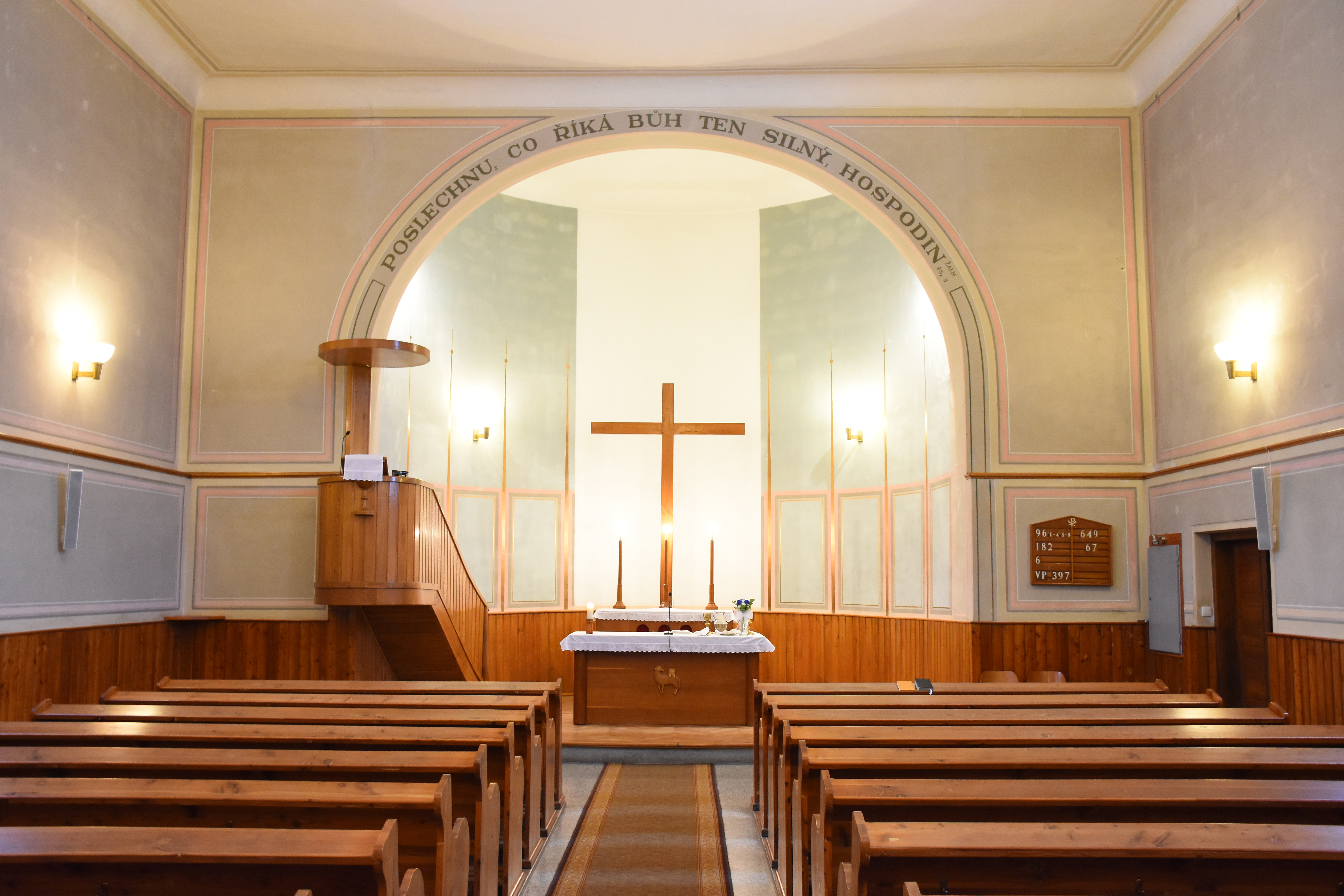
Innenansicht

Die Evangelische Kirche Jasenná ist ein Kirchenbau in Jasenná na Moravě  (deutsch Jassena), einer Gemeinde in Tschechien im Okres Zlín.
Bereits im 16. Jahrhundert hatte sich die Reformation in Jasenná etablieren können, um dann als kryptoprotestantische Gemeinde fortzubestehen. Bei einer staatlichen Erhebung 1778 bekannten sich 139 Einwohner von Jasenná zum protestantischen Glauben. Mit der Erteilung des josephinischen Toleranzpatents wurde 1782 ein hölzernes Toleranzbethaus errichtet, 1833 schließlich entstand am unteren Ortsausgang die Evangelische Pfarrkirche als im Innern flachgedeckte klassizistische Saalkirche mit Apsis. Nach Aufhebung des Turmbauverbots 1861 wurde ihr ein Turmbau in den Formen des Rundbogenstils zugefügt.